# Nauru
Nauru (uradno Republika Nauru) je majhna otoška država, ki leži v južnem delu Tihega oceana. Je tretja najmanjša popolnoma neodvisna država na svetu s površino 21 km2 in 10.000 prebivalci. Najbližji otok Nauruju je Banama, ki leži okoli 300 kilometrov vzhodno od njega in pripada državi Kiribati.
Zastava je sestavljena z modro podlago z rumeno črto na sredini in belo dvanajstkrako zvezdo v spodnjem levem delu. Uradna jezika sta angleščina in naurujščina. Naslov himne je Nauru Bwiema. Ta država nima glavnega mesta, saj je poselitev razpršena vzdolž vse obale in je Yaren le eno od 14 okrožij v upravni delitvi države, kjer se nahaja večina državnih ustanov. Nauru je edina država na svetu, ki nima uradnega glavnega mesta. Površina celotne države meri le 21 km² (skupina koralnih otokov). V tej državi živi okoli 9.275 prebivalcev, z gostoto prebivalstva 649/km². Valuta je avstralski dolar. V okrožju Yaren je tudi letališče.

## Geografija
Otok leži 65 km južno od ekvatorja v časovnem pasu UTC+12. Leži približno na pol poti med Havaji in Avstralijo v prostranstvih Tihega oceana, daleč od večjega kopna ali celin.
Geografsko se deli na osrednjo planoto z laguno, ki jo obdaja pas rodovitne prsti in na rodovitni obalni pas, kjer je skoncentrirana poselitev. Najvišji vrh je visok 70 metrov (planota, ki je tudi središče otoka). Otok obdajajo koralni grebeni. Na Nauruju so bila velika nahajališča fosfatov, ki so glavni izvozni produkt. Dosedaj so na njem izkopali že približno 82 milijonov ton fosfatov, ki nastajajo s sesedanjem in kemičnim pretvarjanjem iztrebkov morskih ptic, zato je večina notranjosti opustošena od površinskih kopov.

### Podnebje
Podnebje je tropsko. Na leto pade okrog 2000 mm padavin. Povprečne letne temperature znašajo med 24 °C in 34 °C. Po celem otoku pihajo sveži pasatni vetrovi.

## Politika in uprava
Oblika vladavine je predsedniška republika. Predsednik države je Lionel Aingimea. Uprava je razdeljena na 14 okrožij. Nauruški enodomni parlament sestavlja 18 članov, ki se volijo vsaka 3 leta, volilna udeležba je obvezna za vse državljane, starejše od 20 let. Sedež vlade je na jugozahodu otoka v okrožju Yaren.
Nauru nima lokalne ravni oblasti. Za administrativne namene je razdeljen na 14 okrožij brez lastne uprave.

## Gospodarstvo
Bruto domači proizvod na prebivalca znaša okoli 2.500 USD. V 80. letih 20. stoletja je bila država druga najbogatejša na svetu, nato pa je BDP strmo padel.
Elektrika je brezplačna. Od leta 1970 vlada uporablja dohodek fosfatnih rudnikov za zagotavljanje visoke življenjske ravni in splošne blaginje vseh Naurancev, ki imajo na voljo sodobna stanovanja po nizkih cenah, brezplačno zdravstveno oskrbo in obvezno izobraževanje od 6 do 17 leta. Nauranci ne plačujejo tudi nobenih davkov.
V Nauru ostale države uvažajo živila, stroje, vozila, pohištvo, zdravila in vodo. Trgovski partnerji države so Avstralija, Nova Zelandija, Nizozemska in Japonska. Vlada je precej denarja vložila v razvoj ribištva in pridobivanja toplotne energije iz oceanov. Ko so v začetku 21. stoletja zaloge fosfatov pošle, se je obdobje blaginje končalo. Kratek čas po tem je bil Nauru v mednarodnih finančnih krogih znan kot davčna oaza in center pranja denarja iz nelegalnih poslov. Zdaj je država v precejšnji meri odvisna od avstralske pomoči, v zameno med drugim gosti center za začasno nastanitev migrantov.

## Prebivalstvo
Večina prebivalcev je protestantov (70 %), nekaj pa je tudi katolikov (30 %). Moški v povprečju dočakajo 42 let, medtem ko ženske živijo celih 20 let več (približno 62 v povprečju). Prirastek prebivalstva: 2,4 %. Nauranci so mešanci polinezijskega, malezijskega in mikronezijskega rodu (to so ljudje iz celotnega Tihega oceana), velika večina njih pa živi ob 19 kilometrov dolgi obali (okrog celotnega otoka). Priseljenci pa prihajajo iz Tihomorskih otokov, Kitajske in nekaj iz Evrope. Največ ljudi se ukvarja z rudarstvom.

## Zgodovina
Otok je odkril angleški kapitan John Fearn leta 1789. Od odkritja otoka pa vse do leta 1830 Nauru ni imel skoraj nobenega stika z Evropo, dokler se ni v Mikroneziji zelo razširil kitolov. Nauru je postal pristanišče, kjer so ladje napolnile svoje zaloge, kmalu zatem pa se je nekaj mornarjev na otoku tudi naselilo. Na otok je z novimi prebivalci prišlo veliko orožja in začeli so se manjši spopadi med prebivalci, nakar so se leta 1888 Nemci odločili priključiti otok k Marshallovimi otokom. Nauru je postal nemška kolonija, s tem pa so lahko na otoku umirili razmere. Leta 1906 so Nemci odkrili nahajališča fosfatov in jih začeli masovno izkoriščati. Leta 1914 je prevzela nadzor nad otokom Avstralija. Med drugo svetovno vojno so otok zasedli Japonci in odpeljali velik del prebivalstva. Avstralske čete so ga znova osvojile leta 1945. 31. januarja 1968 pa je postal neodvisen in s tem tudi član Britanske skupnosti narodov. Na otoku so v naslednjih desetletjih s polno paro izkopavali fosfat in tako postali tudi ena od najbogatejših držav, z letom 1975 so z rudarjenjem zaslužili preko ene milijarde dolarjev, dobitek na prebivalca pa je bil drugo največji na svetu. Država ni takrat od prebivalcev zahtevala nobenih davkov in imela zastonj šolski in zdravstveni sistem. Zgradili so letališče in denar investirali v mnoge hotele in druge nepremičnine po svetu, ki stojijo še danes. Poleg tega so kupili tudi 7 letal in nekaj ladji. V devetdesetih letih pa je začelo rude zmanjkovati in otok je postal eden najbolj revnih držav na svetu. Postali so odvisni od tuje pomoči, doba rudarjenja pa se je zaključila.